# Робинсон (Пенсилванија)
Робинсон (енгл. Robinson) насељено је место без административног статуса у америчкој савезној држави Пенсилванија.

## Демографија
По попису из 2010. године број становника је 614.
| Група             | 2000.    | 2010.       |
| Белци             | 0 (0,0%) | 599 (97,6%) |
| Афроамериканци    | 0 (0,0%) | 4 (0,7%)    |
| Азијати           | 0 (0,0%) | 1 (0,2%)    |
| Хиспаноамериканци | 0 (0,0%) | 10 (1,6%)   |
| Укупно            | 0        | 614         |